# Eilenriederennen

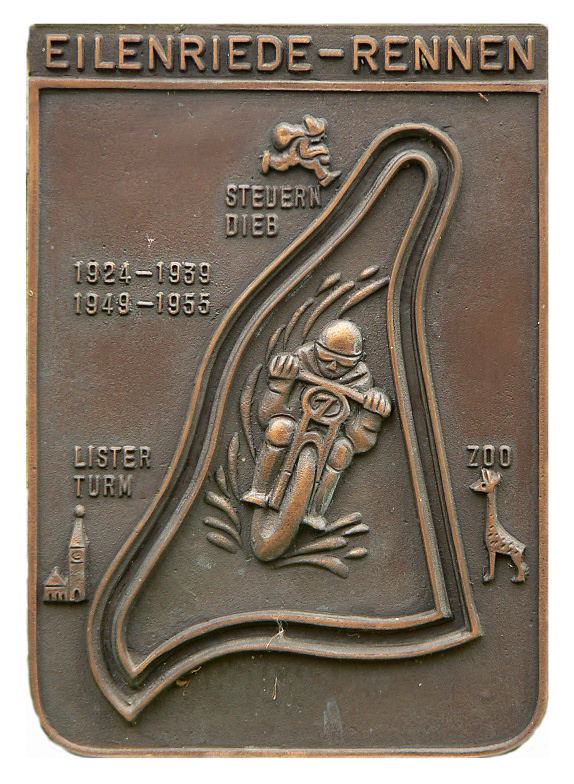
Gedenkschild für das Eilenriederennen mit Streckenverlauf

Das Eilenriederennen war ein Motorradrennen, das auf der nicht permanenten Rennstrecke in der Eilenriede in Hannover von 1924 bis 1939 und von 1950 bis 1955 insgesamt 22-mal ausgetragen wurde. Anfangs wurde es vom Motorrad Club Niedersachsen (MCN)
und später vom ADAC organisiert. Seit 2003 findet unter diesem Namen ein Volkslauf mit Start und Ziel am Lister Turm statt, bei der die Distanzen 5 km, 10 km und Halbmarathon (21 km) absolviert werden können.

## Geschichte

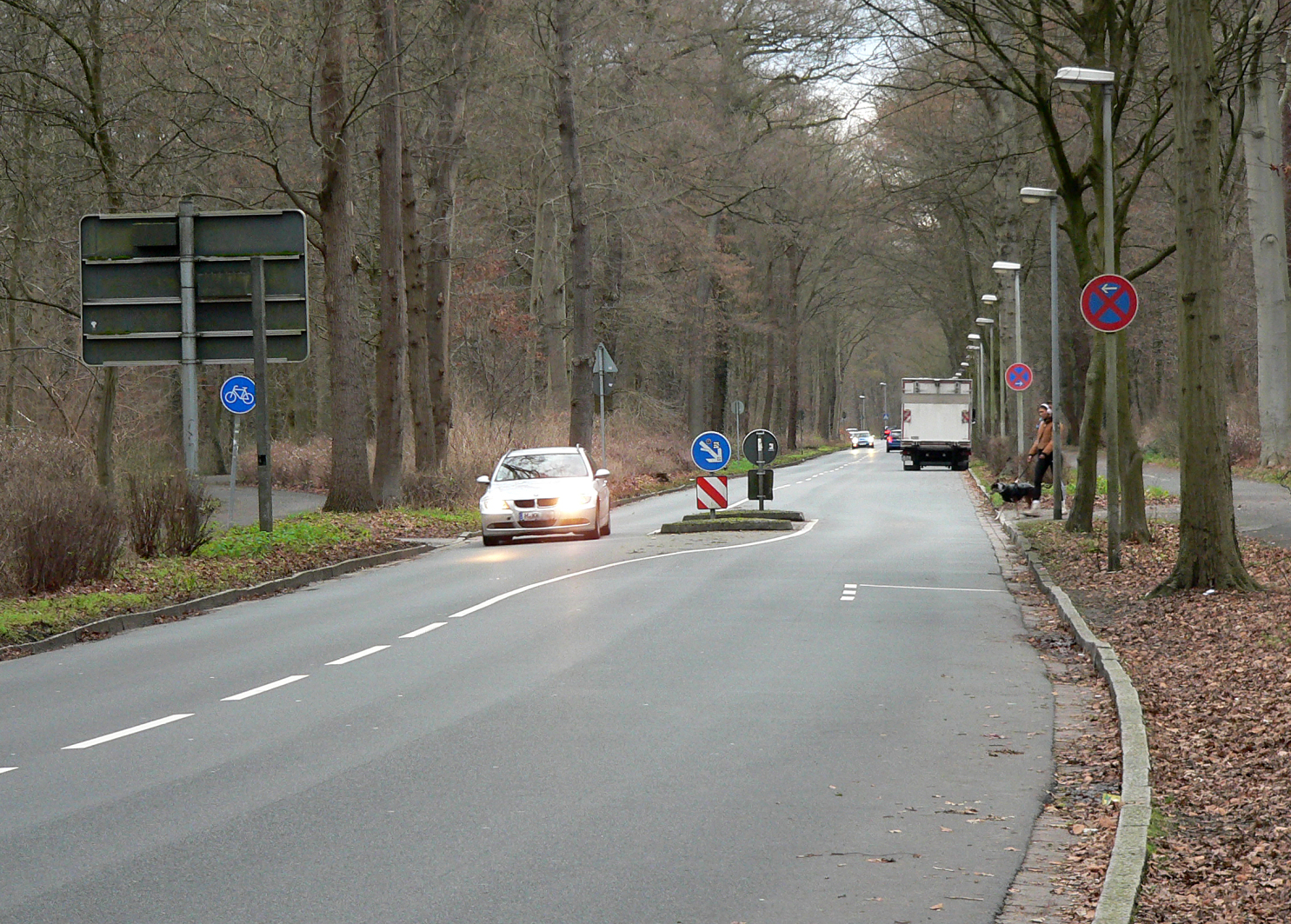
Früherer Streckenverlauf auf der Bernadotteallee

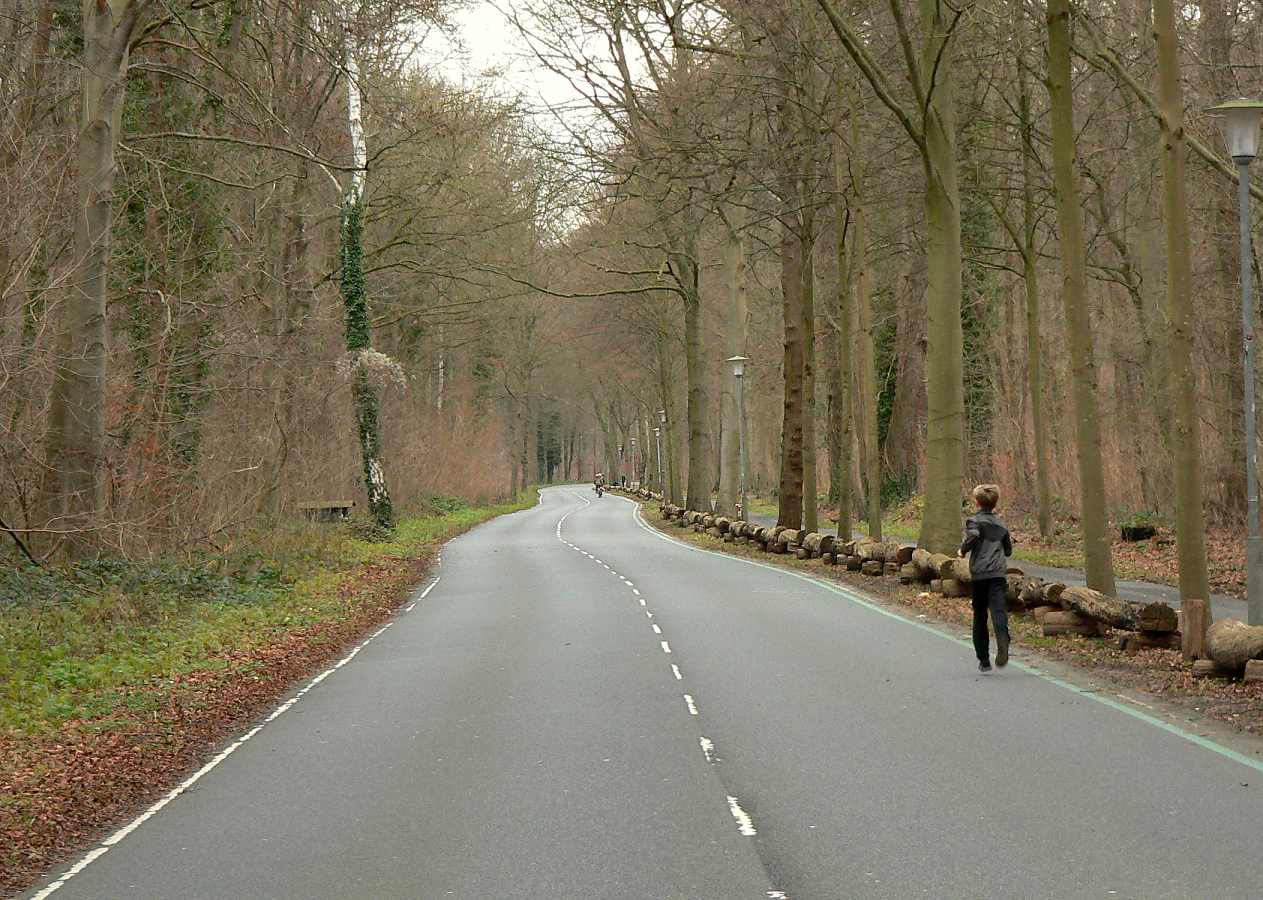
Früherer Streckenverlauf auf der Waldchaussee

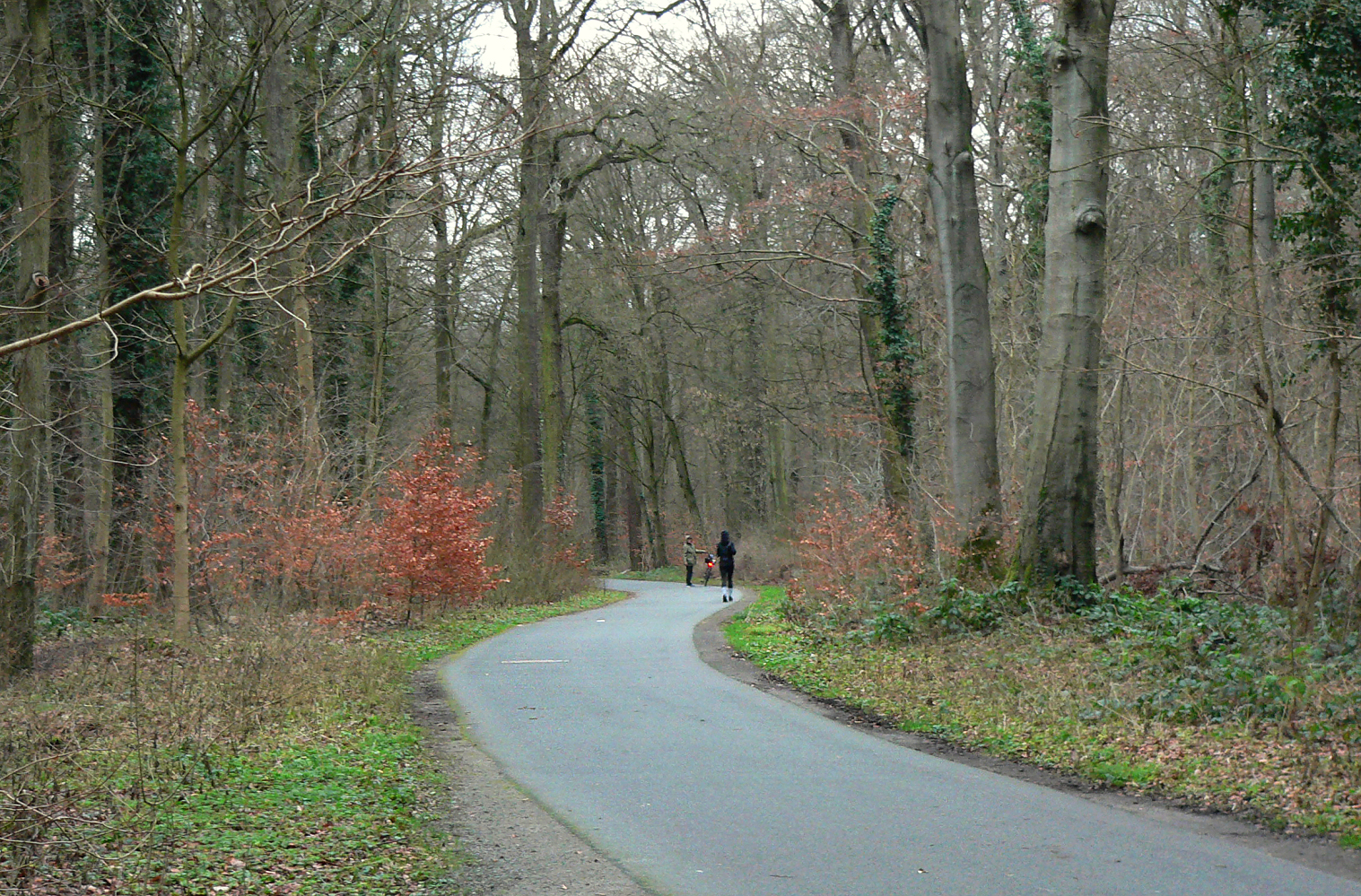
Früherer Streckenverlauf durch die Eilenriede, heute Fahrradweg

Das erste offizielle Eilenriederennen startete am 30. März 1924 mit 168 Motorrädern. Tagesschnellster war Toni Bauhofer im vierten Rennen des Tages auf einer 640-cm³-Megola in der Klasse bis 750 cm³ mit einem Durchschnitt von fast 78 km/h. Er fuhr die zehn Runden beziehungsweise 50 km in 38:29 Minuten und lag am Schluss fast zwei Runden vor dem nächsten Fahrer seiner Gruppe auf einer englischen Montgomery-Maschine. Rasch entwickelte sich die Veranstaltung zum örtlichen Großereignis und zu einer motorsportlichen Einrichtung mit internationalem Bekanntheitsgrad.
Das Eilenriederennen wurde von Richard Dörnke (1890–1954), Gauleiter des Motorrad-Clubs-Niedersachsen (MCN), begründet.
1929 verfolgten mehr als 50.000 Zuschauer das Sportereignis. Ein prominenter Teilnehmer in den frühen 1930er-Jahren war der spätere Automobilrennfahrer Bernd Rosemeyer. Bis 1939 waren die Rennen im Frühjahr regelmäßiger Bestandteil der Deutschen Motorrad-Straßenmeisterschaft, in der die international erfolgreichen deutschen Fahrer und Werke sich maßen.
Bis 1937 kam es bei 22 Rennen zu (mindestens) elf tödlichen Unglücken. Opfer waren die Fahrer Willi Murken 1928, Karel Baar (Niederlande) und Friedrich Messerschmidt 1929, Haupt und Fritz Weber 1933, Wilhelm Kobbe und Willy Prötzig 1934, Onni Kyrö (Finnland) und Josef Lohner 1937 und Günther Weniger 1952, die in der Eilenriede ums Leben kamen.
Schon nach dem ersten Rennen waren Bedenken gegen die Veranstaltung laut geworden, sodass es schwer war, eine erneute Genehmigung zu erlangen. Doch durch den Einfluss der in Hannover ansässigen Continental-Caoutchouc- und Gutta-Percha Compagnie war es möglich, die zuständige Behörde vom wirtschaftlichen Nutzen zu überzeugen und die Rennen zunächst unverändert weiter durchzuführen. Für das Jahr 1928 wurden die Sicherheitsauflagen verschärft. Erdwälle mussten erhöht, Fußgängerüberwege angelegt und der Sicherheitsabstand zwischen Fahrbahn und Zuschauerplätzen an einigen Stellen auf 50 Meter vergrößert werden. Als die Nationalsozialisten nach der Machtübernahme 1933  den Motorsport allgemein förderten und für ihre Propaganda vereinnahmten, flossen rund 300.000 Reichsmark zur stellenweisen Verbreiterung der Strecke und zur Erneuerung des Straßenbelags nach Hannover. Unerfreuliche Begleiterscheinung der Maßnahme war, dass im Zusammenhang damit annähernd 1000 alte Buchen und Eichen im Stadtwald gefällt wurden.
Während des Zweiten Weltkriegs wurden die Rennen ausgesetzt. Zur ersten Veranstaltung nach dem Krieg im Jahr 1950 sollen sich rund 150.000 Zuschauer in der Eilenriede eingefunden haben. Seitdem fanden wieder Motorradläufe zur Deutschen Meisterschaft statt. In den folgenden Jahren ging die Zuschauerbegeisterung zurück. Umweltschutzgründe und gestiegene Sicherheitsauflagen nach dem Unfall beim 24-Stunden-Rennen von Le Mans 1955 führten 1956 zur Absage und in der Folge zum Ende der Rennveranstaltungen.

## Rennstrecke
Der anfangs mit einer Länge von 5,0 Kilometer und ab 1934 mit 4,8 Kilometer angegebene Rundkurs in der nördlichen Eilenriede, dem Stadtwald von Hannover, führte dreiecksförmig mitten durch das Waldgebiet und wurde entgegen dem Uhrzeigersinn befahren. Start und Ziel war in den Jahren 1924 bis 1939 an der Waldgaststätte Steuerndieb, dem nördlichen Eckpunkt der Strecke. Von dort ging es zum Lister Turm, dann im etwa rechten Winkel in Richtung Zoo Hannover  und von dort zu Start und Ziel zurück. In den Jahren 1950 bis 1954 lagen Start und Ziel in der Nähe des Lister Turms und  beim letzten Eilenriede-Rennen 1955 am Zoo.
Den Rekord der schnellsten Runde in der Eilenriede erzielte Ernst Riedelbauch mit 149,2 km/h auf einer BMW 1955 beim letzten Rennen.

## Siegerliste

### Von 1924 bis 1939
Im Folgenden ist ein Auszug aus den Siegerlisten wiedergegeben. Zum Teil waren zwei Hubraumklassen in nur einem Rennen zusammengefasst, zum Beispiel die Klasse 750 cm³ und die Klasse über 750 cm³.
| Datum          | Klasse                                | Sieger                                         |
| -------------- | ------------------------------------- | ---------------------------------------------- |
| 30. März 1924  | 150 cm³                               | O. Küchenräuter (DKW)                          |
| 30. März 1924  | 250 cm³                               | Emil Wucher (Zündapp)                          |
| 30. März 1924  | 350 cm³                               | F. Niss (A.J.S.)                               |
| 30. März 1924  | 500 cm³                               | Schneider (Douglas)                            |
| 30. März 1924  | 750 cm³                               | Toni Bauhofer (Megola)                         |
| 30. März 1924  | über 750 cm³                          | E. Wenzel (NSU)                                |
|                |                                       |                                                |
| 28. Juni 1925  | 250 cm³                               | Josef Stelzer (BMW)                            |
| 28. Juni 1925  | 350 cm³                               | Breidenbach (Montgomery-J.A.P.)                |
| 28. Juni 1925  | 500 cm³                               | Bartling (BMW)                                 |
|                |                                       |                                                |
| 19. April 1926 | 175 cm³                               | Erinst-Hans Magnus (TX)                        |
| 19. April 1926 | 250 cm³                               | Erich Hirth (Schüttoff)                        |
| 19. April 1926 | 350 cm³                               | Georg Thumshirn (Ardie)                        |
| 19. April 1926 | 500 cm³                               | Toni Bauhofer (BMW)                            |
| 19. April 1926 | 1000 cm³                              | Toni Bauhofer (BMW)                            |
|                |                                       |                                                |
| 20. März 1927  | 175 cm³                               | Hans Sprung (DKW)                              |
| 20. März 1927  | 250 cm³                               | Curt Wemhöner (Boge-Blackburne)                |
| 20. März 1927  | 350 cm³                               | Josef Kagerer (Sunbeam)                        |
| 20. März 1927  | 500 cm³                               | Paul Köppen (A.J.S.)                           |
| 20. März 1927  | 750 cm³                               | Toni Bauhofer (BMW)                            |
|                |                                       |                                                |
| 18. März 1928  | 175 cm³                               | Arthur Geiss (DKW)                             |
| 18. März 1928  | 250 cm³                               | Eugen Gerlach (Standard)                       |
| 18. März 1928  | 350 cm³                               | Paul Rüttchen (Standard)                       |
| 18. März 1928  | 500 cm³                               | Hans Soenius (BMW)                             |
| 18. März 1928  | über 500 cm³                          | Toni Bauhofer (BMW)                            |
|                |                                       |                                                |
| 24. März 1929  | 250 cm³                               | Hermann Wiedemann (Avis-Celer)                 |
| 24. März 1929  | 350 cm³                               | Toni Ulmen (Velocette)                         |
| 24. März 1929  | 500 cm³                               | Josef Klein (DKW)                              |
| 24. März 1929  | über 500 cm³                          | Josef Stelzer (BMW)                            |
| 24. März 1929  | Gespanne (600 cm³)                    | Theodor Fork / unbekannt (Norton)              |
| 24. März 1929  | Gespanne (über 600 cm³)               | Theo Schott / unbekannt (BMW)                  |
|                |                                       |                                                |
| 23. März 1930  | 250 cm³                               | Walfried Winkler (DKW)                         |
| 23. März 1930  | 350 cm³                               | Josef Klein (DKW)                              |
| 23. März 1930  | 500 cm³                               | Ernst Zündorf (DKW)                            |
| 23. März 1930  | über 500 cm³                          | Karl Otto Stegmann (BMW)                       |
|                |                                       |                                                |
| 22. März 1931  | 250 cm³                               | Hans Kahrmann (Hercules-J.A.P.)                |
| 22. März 1931  | 350 cm³                               | Erich Tennigkeit (Rudge)                       |
| 22. März 1931  | 500 cm³                               | Rudolf Runtsch (NSU)                           |
| 22. März 1931  | über 500 cm³                          | Paul Rüttchen (NSU)                            |
| 22. März 1931  | Preis der Stadt Hannover 350 cm³      | Guglielmo Sandri (A.J.S.)                      |
| 22. März 1931  | Preis der Stadt Hannover über 350 cm³ | Tom Bullus (NSU)                               |
|                |                                       |                                                |
| 20. März 1932  | 250 cm³                               | Hans Kahrmann (Hercules-J.A.P.)                |
| 20. März 1932  | 350 cm³                               | Hans Winkler (Rudge)                           |
| 20. März 1932  | 500 cm³                               | Toni Bauhofer (DKW)                            |
| 20. März 1932  | über 500 cm³                          | Paul Weyres (Harley-Davidson)                  |
| 20. März 1932  | Preis der Stadt Hannover 350 cm³      | Guglielmo Sandri (A.J.S.)                      |
| 20. März 1932  | Preis der Stadt Hannover über 350 cm³ | Tom Bullus (NSU)                               |
|                |                                       |                                                |
| 26. März 1933  | 250 cm³                               | Leo Davenport (New Imperial)                   |
| 26. März 1933  | 350 cm³                               | Albert Schneider (Velocette)                   |
| 26. März 1933  | 500 cm³                               | Otto Ley (Norton)                              |
| 26. März 1933  | 1000 cm³                              | Paul Rüttchen (NSU)                            |
| 26. März 1933  | Gespanne (600 cm³)                    | Hans Stärkle / Cilly Stärkle (NSU)             |
| 26. März 1933  | Gespanne (über 600 cm³)               | Paul Weyres / ohne Passagier (Harley-Davidson) |
| 26. März 1933  | Jubiläumsrennen 350 cm³               | Albert Schneider (Velocette)                   |
| 26. März 1933  | Jubiläumsrennen über 350 cm³          | Paul Rüttchen (NSU)                            |
|                |                                       |                                                |
| 15. April 1934 | 250 cm³                               | Walfried Winkler (DKW)                         |
| 15. April 1934 | 350 cm³                               | Josef Klein (Norton)                           |
| 15. April 1934 | 500 cm³                               | Toni Bauhofer (DKW)                            |
|                |                                       |                                                |
| 7. April 1935  | 250 cm³                               | Arthur Geiss (DKW)                             |
| 7. April 1935  | 350 cm³                               | Ted Mellors (NSU)                              |
| 7. April 1935  | 500 cm³                               | Kurt Mansfeld (DKW)                            |
| 7. April 1935  | Gespanne (600 cm³)                    | Hans Kahrmann / Franz Höller (DKW)             |
| 7. April 1935  | Gespanne (1000 cm³)                   | Willi Ehrlenbruch / unbekannt (Imperia-J.A.P.) |
|                |                                       |                                                |
| 5. April 1936  | 250 cm³                               | Ewald Kluge (DKW)                              |
| 5. April 1936  | 350 cm³                               | Ted Mellors (NSU)                              |
| 5. April 1936  | 500 cm³                               | Kurt Mansfeld (DKW)                            |
| 5. April 1936  | Gespanne (600 cm³)                    | Hans Kahrmann / Heinrich Eder (DKW)            |
| 5. April 1936  | Gespanne (1000 cm³)                   | Hans Stärkle / Cilly Stärkle (NSU)             |
|                |                                       |                                                |
| 11. April 1937 | 250 cm³                               | Walfried Winkler (DKW)                         |
| 11. April 1937 | 350 cm³                               | Heiner Fleischmann (NSU)                       |
| 11. April 1937 | 500 cm³                               | Karl Gall (BMW)                                |
| 11. April 1937 | Gespanne (600 cm³)                    | Karl Braun / Ernst Badsching (DKW)             |
| 11. April 1937 | Gespanne (1000 cm³)                   | Hans Bock / unbekannt (Norton)                 |
|                |                                       |                                                |
| 24. April 1938 | 250 cm³                               | Ewald Kluge (DKW)                              |
| 24. April 1938 | 350 cm³                               | Walfried Winkler (DKW)                         |
| 24. April 1938 | 500 cm³                               | Georg Meier (BMW)                              |
|                |                                       |                                                |
| 16. April 1939 | 250 cm³                               | Ewald Kluge (DKW)                              |
| 16. April 1939 | 350 cm³                               | Heiner Fleischmann (DKW)                       |
| 16. April 1939 | 500 cm³                               | Wiggerl Kraus (BMW)                            |

### Von 1950 bis 1955
| Datum                            | Klasse              | Sieger                                      |
| -------------------------------- | ------------------- | ------------------------------------------- |
| 30. April 1950                   | 125 cm³             | P. H. Ried (DKW)                            |
| 30. April 1950                   | 250 cm³             | Hermann Paul Müller (DKW)                   |
| 30. April 1950                   | 350 cm³             | Heiner Fleischmann (NSU)                    |
| 30. April 1950                   | 500 cm³             | Heiner Fleischmann (NSU)                    |
| 30. April 1950                   | Gespanne (600 cm³)  | Hermann Böhm / Karl Fuchs (NSU)             |
| 30. April 1950                   | Gespanne (1200 cm³) | Thomas Seppenhauser / Josef Wenshofer (BMW) |
|                                  |                     |                                             |
| 29. April 1951                   | 250 cm³             | Hermann Gablenz (Parilla)                   |
| 29. April 1951                   | 350 cm³             | Roland Schnell (Parilla)                    |
| 29. April 1951                   | 500 cm³             | Walter Zeller (BMW)                         |
| 29. April 1951                   | Gespanne (500 cm³)  | Wiggerl Kraus / Bernhard Huser (BMW)        |
| 29. April 1951                   | Gespanne (750 cm³)  | Sepp Müller / unbekannt (BMW)               |
|                                  |                     |                                             |
| 29. Juni 1952                    | 125 cm³             | Hermann Paul Müller (F.B Mondial)           |
| 29. Juni 1952                    | 250 cm³             | Hein Thorn Prikker (Moto Guzzi)             |
| 29. Juni 1952                    | 350 cm³             | Ewald Kluge (DKW)                           |
| 29. Juni 1952                    | 500 cm³             | Rudi Knees (Norton)                         |
| 29. Juni 1952                    | Gespanne (600 cm³)  | Wilhelm Noll / Fritz Cron (BMW)             |
| 29. Juni 1952                    | Gespanne (1200 cm³) | Friedrich Staschel / unbekannt (BMW)        |
|                                  |                     |                                             |
| 27. September 1953               | 125 cm³             | Werner Haas (NSU)                           |
| 27. September 1953               | 250 cm³             | Werner Haas (NSU)                           |
| 27. September 1953               | 350 cm³             | Karl Hofmann (DKW)                          |
| 27. September 1953               | 500 cm³             | Georg Meier (BMW)                           |
| 27. September 1953               | Gespanne (500 cm³)  | Wiggerl Kraus / Bernhard Huser (BMW)        |
|                                  |                     |                                             |
| 5. September 1954                | 350 cm³             | Hermann Paul Müller (NSU)                   |
| 5. September 1954                | 500 cm³             | Ray Amm (Norton)                            |
| 5. September 1954                | Gespanne (500 cm³)  | Wiggerl Kraus / Bernhard Huser (BMW)        |
|                                  |                     |                                             |
| 11. September 1955               | 125 cm³             | August Hobl (DKW)                           |
| 11. September 1955               | 250 cm³             | Hans Baltisberger (NSU)                     |
| 11. September 1955               | 350 cm³             | August Hobl (DKW)                           |
| 11. September 1955               | 500 cm³             | Gerold Klinger (BMW)                        |
| 11. September 1955               | Gespanne (500 cm³)  | Willi Faust / Karl Remmert (BMW)            |
|                                  |                     |                                             |
| 1956 wurden die Rennen abgesagt. |                     |                                             |